# Alida (slaafgemaakte)
Alida (overleden 1775) was een Surinaams mulattenmeisje over wie het verhaal wordt verteld dat haar borsten werden afgesneden door de jaloerse plantersvrouw Susanna du Plessis.

## Legende
Over Susanna du Plessis gaan verhalen van wreedheid, zoals over een kind dat ze in de rivier verdronk omdat het de moeder niet lukte om het te laten ophouden met huilen. Van Alida is overgeleverd dat ze beeldschoon zou zijn geweest en in de plantagewoning werkte. Du Plessis' man, Frederik Cornelis Stolkert, zou naar de borsten van Alida hebben gegluurd. Uit woede hierover zou de plantersvrouw de borsten van Alida hebben afgesneden en als maaltijd hebben opgediend aan haar man, met de woorden: "Je wilde de borsten van Alida, nou, hier heb je ze dan."

## Historisch onderzoek
Het verhaal van Alida werd grondig onderzocht door Hilde Neus die er haar afstudeerscriptie over schreef voor de Lerarenopleiding in Paramaribo. Ze geeft aan dat in het verhaal sprake is van een vermenging van mondelinge overlevering en conventionele bronnen. Aan de grondslag ligt het boek Reize naar Surinamen en door de binnenste gedeelten van Guiana (1799) waarin John Gabriël Stedman spreekt over de moord door mevrouw S. (Stolkers in het manuscript) op een mulattenmeisje door drie steken in de borststreek. Als locatie noemt hij de hoek van de Waterkant en het Onafhankelijkheidsplein (het plein) in Paramaribo, waar Du Plessis van 1770 tot circa 1783 in het Hoekhuis woonde. Vermoed wordt dat deze moord de basis vormde van het verhaal over Alida.
Voor Stedman geldt dat hij de moord niet had gezien maar hem het verhaal was verteld. Vanaf 1950 groeide – onder invloed van Surinaamse nationalisme – het mulattenmeisje uit van slachtoffer naar heldin.
In 1963 ondergaat het verhaal een grote verandering met de opvoering van een toneelstuk, geschreven door Jo Dompig met Eddy Bruma. De originele versie is niet bewaard gebleven, maar wel de bewerking van Hennie Valies, getiteld A bitabere fu Susanna Duplessis. Hierin heeft het mulattenmeisje een naam gekregen, Alida, en snijdt Du Plessis haar een borst af uit jaloezie. Het toneelstuk van Dompig werd in Paramaribo in 1963 circa twintig keer opgevoerd. De versie van Valies werd in 1978 opgevoerd door NAKS en een verkorte versie werd als hoorspel uitgezonden op Radio Apintie. Het werd daarnaast opgepakt door Surinaamse vrouwen die zich met het verhaal van Alida konden identificeren en het verhaal van de plantster naar de achtergrond plaatsten.

## Miss Alida
De Surinaamse tori-uma Margo Kramp noemde Alida een "begrip en symbool van onverzettelijkheid." Dit wordt jaarlijks bevestigd met de verkiezing van Miss Alida op 30 juni, de dag voor Ketikoti, waarin het niet gaat om het mooiste, maar om het meisje dat symbool kan staan voor de trots van Afro-Surinaamse vrouwen. Om te kunnen winnen moeten deelnemers kennis hebben van hun culturele achtergrond en bewust zijn van hun sociaaleconomische plaats in de maatschappij zodat zij betere kansen hebben in hun leven. De verkiezing wordt jaarlijks sinds 1991 georganiseerd door de Stichting Miss Alida.

## Standbeeld
Op 1 juli 1973 werd een standbeeld van Alida onthuld nabij de fabriek van de voormalige Stichting Machinale Landbouw in  Wageningen (Nickerie), tijdens het jubileum van 110 jaar afschaffing van de slavernij in Suriname. Het beeld werd gemaakt door de Surinaamse kunstenaar George Barron.